# Кануков Хазбулат Батгириєвич
Кануков Хазбулат Батгириєвич (* ? — † 5 лютого 1919) — льотчик Української Галицької армії, рідний брат Джамбулата Канукова.

## Життєпис
Народився у Північній Осетії.
Проходив військову службу у 2-му Подільському авіаційному дивізіоні. У грудні 1918 разом із своїм дивізіоном прибув до складу Летунського відділу Української Галицької армії.
Загинув разом із помічником командира Летунського відділу Борисом Губером та іншими льотчиками від вибуху авіаційної бомби під час проведення практичного заняття. Тоді ж загинули поручники Василь Томенко, Орест Гумецький, Лупул, А. Бассан, хорунжі Михайло Нестор та Осип Швець. Похований у селищі Красне.